# Schijnheggenroos
De schijnheggenroos (Rosa subcollina, synoniem: Rosa dumalis subsp. subcollina, Rosa coriifolia subsp. subcollina) is een struik die behoort tot de rozenfamilie (Rosaceae). De soort komt van nature voor in Noordwest- en Midden-Europa. De schijnheggenroos staat op de Nederlandse Rode lijst van planten als zeer zeldzaam en stabiel of toegenomen. Het aantal chromosomen is 2n = 35 of 42.
De struik wordt 1-2,5 m hoog en vormt uitlopers. Op de kale takken zitten stevige haakvormige stekels met brede basis. De bladeren zijn vijf- tot zeventallig geveerd met langwerpige, 2,9-3,2 cm lange en 1,5-1,7 cm brede, enkel tot meervoudig gezaagde deelblaadjes, die aan de bovenzijde meestal onbehaard zijn en aan de onderzijde op de nerven behaard. De blaadjes hebben vaak aan de randen enkele klieren. De steunblaadjes zijn breed. De bladsteel en bladspil zijn behaard en bezet met enkele klieren. Bij wrijving van de blaadjes komt er geen specifieke geur vrij.
De schijnheggenroos bloeit in juni en juli met donkerroze tot licht roze, zelden witte, 3,5-4,5 cm grote bloemen. De meestal onbeklierde bloemsteel is  - 2 cm lang. De onbehaarde en onbeklierde kelkbladen zijn na de bloei afstand tot licht opgericht en vallen tijdens de rijping van de rozenbottel af. De stijl is vrij zwak tot wollig behaard. 
De rode, eironde, meestal onbeklierde, 1,4-1,8 cm lange en 1,4 cm brede rozenbottel is een bloembodem met daarin de nootjesachtige vruchten. De steel van de rozenbottel is korter dan de rozenbottel en meestal onbeklierd. Het stijlkanaal is 0,9-1,1 mm groot.
De schijnheggenroos komt voor op kalkhoudende, droge tot matig vochtige, zanderige of lemige grond in zeeduinen, struwelen, heggen en langs bosranden.

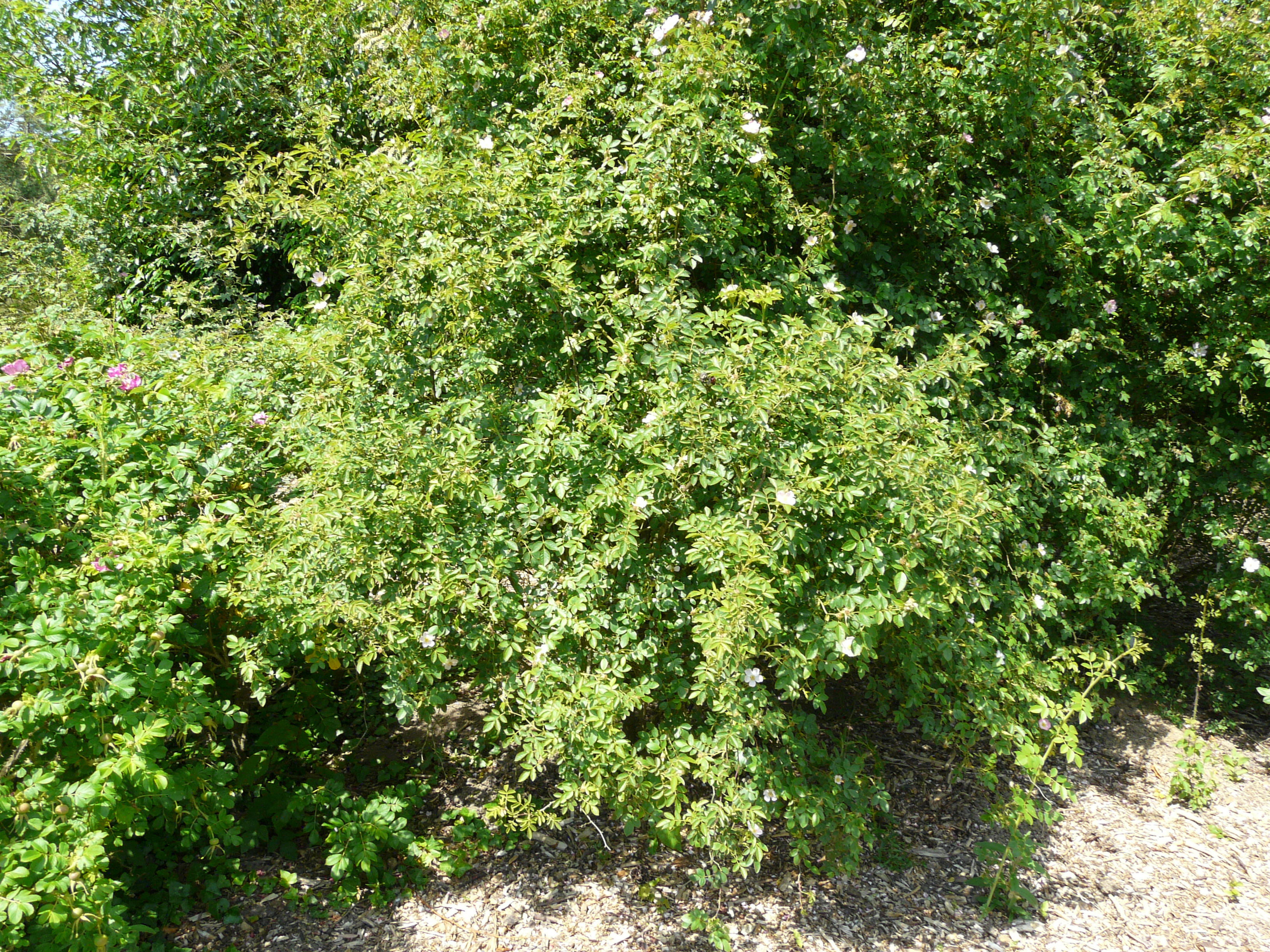
Struik
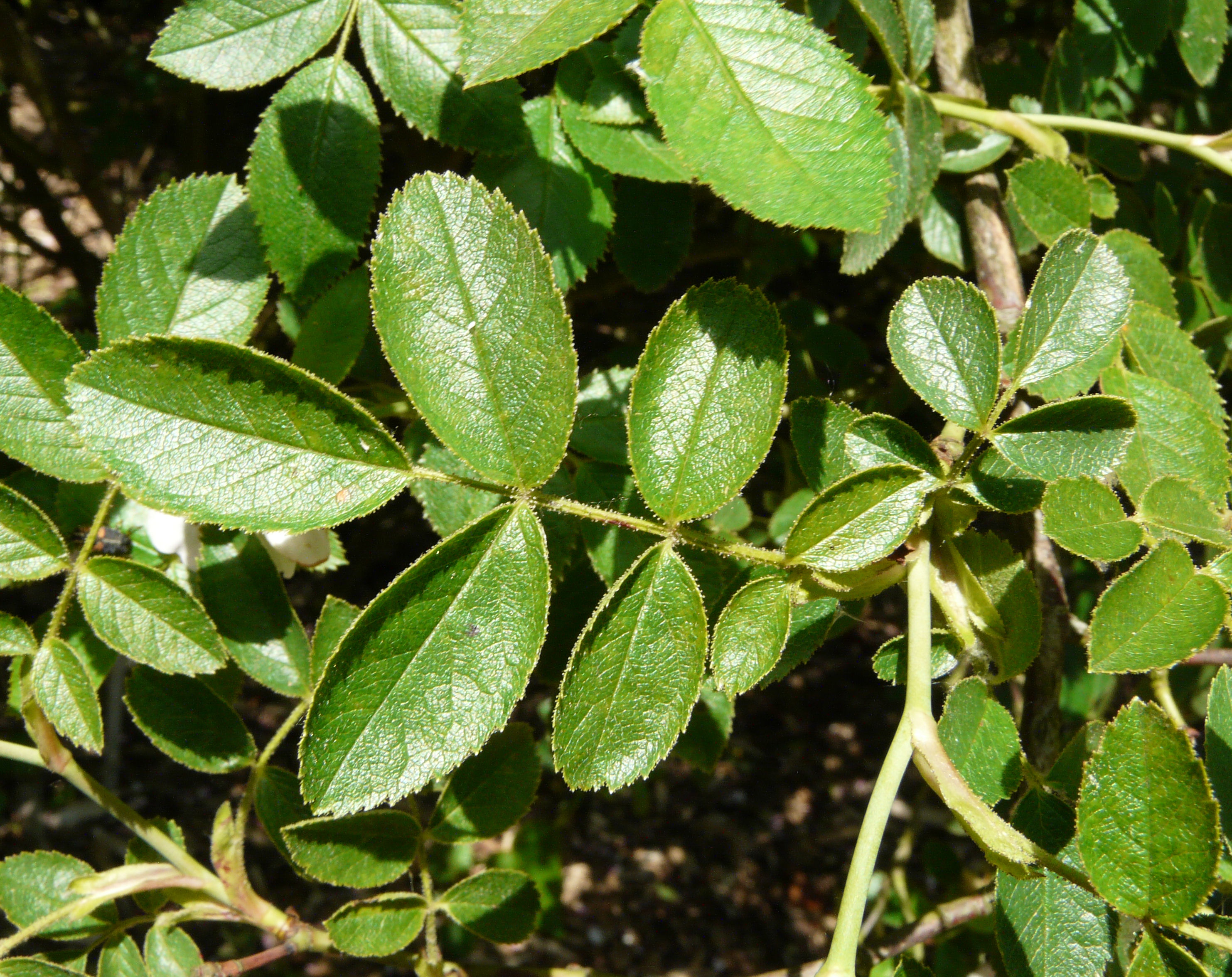
Blad
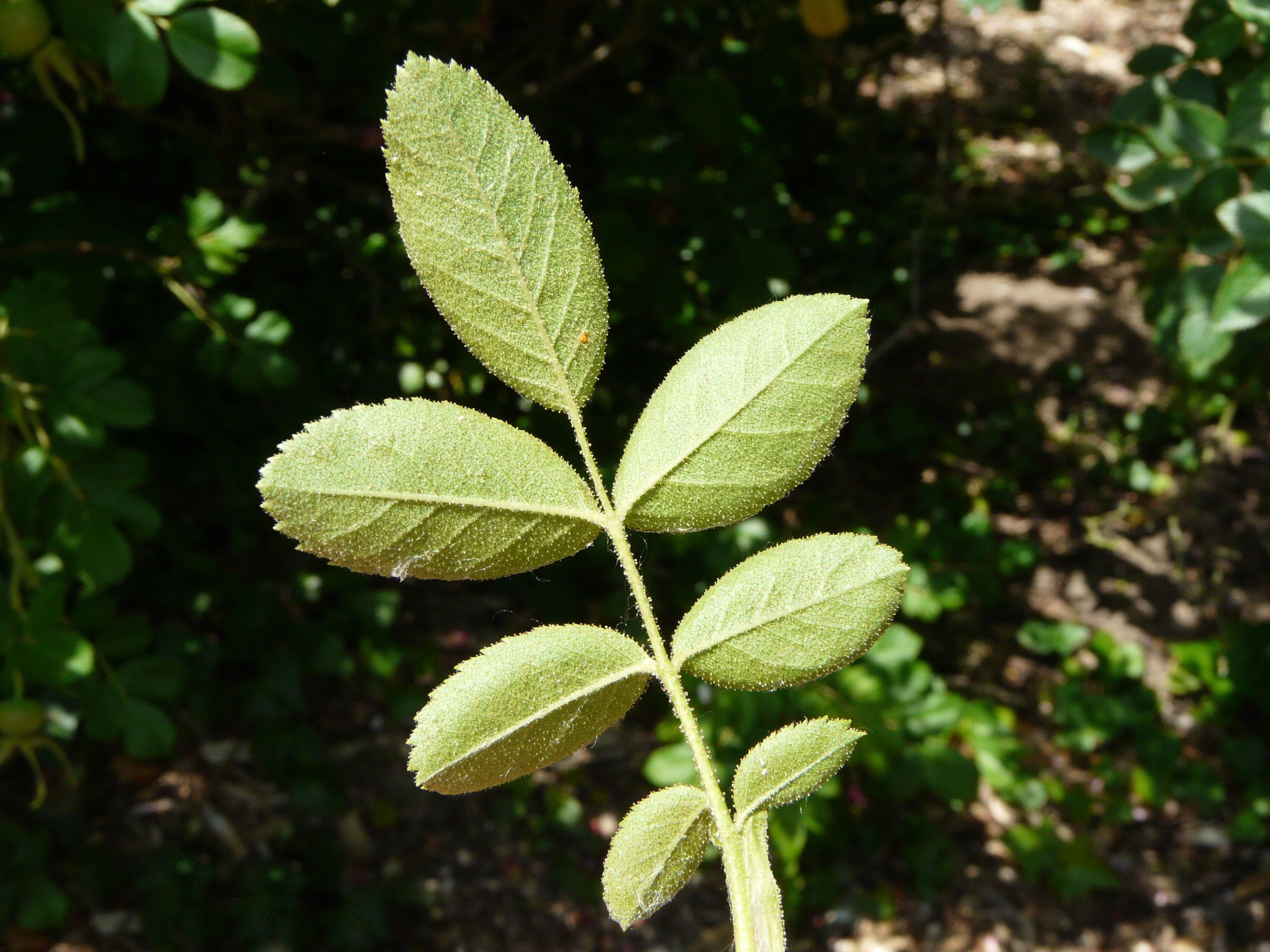
Achterzijde blad
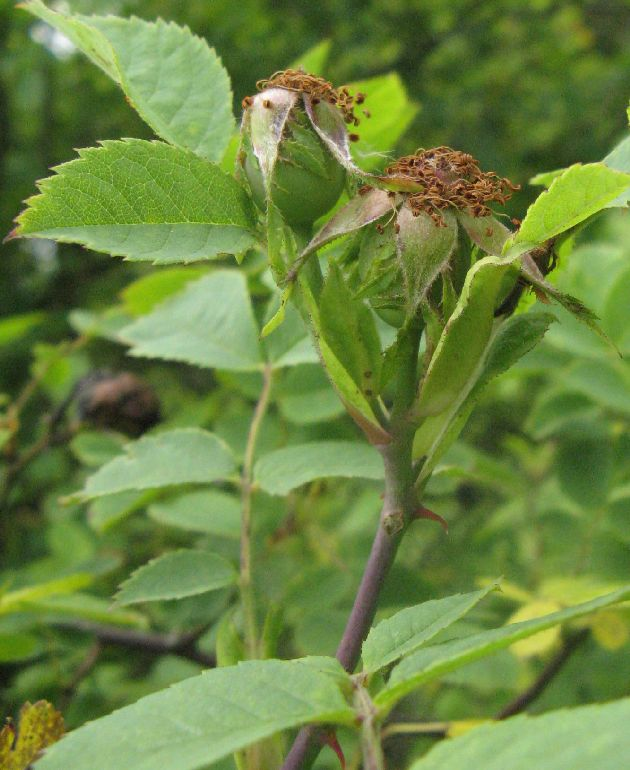
Kelkbladen kort na de bloei